# Conceição (Vila Viçosa)

Localização da Conceição no Município de Vila Viçosa.

A Freguesia da Conceição (oficialmente, Vila Viçosa (Conceição)) é uma antiga freguesia portuguesa do município de Vila Viçosa, com 32,79 km² de área e 4 165 habitantes (2011). Densidade: 127 hab./km².
Foi extinta pela reorganização administrativa de 2012/2013, sendo o seu território integrado na freguesia de Nossa Senhora da Conceição e São Bartolomeu, terminando a anterior descontinuidade territorial.
A Freguesia da Conceição era uma das poucas freguesias portuguesas territorialmente descontínuas, tendo a adicional raridade de essa descontinuidade derivar da existência, bem no seu interior, de um enclave (cerca de 150 vezes mais pequeno do que o seu território): a totalidade da antiga freguesia de São Bartolomeu.

## População
| População da Freguesia de Vila Viçosa (Conceição) | População da Freguesia de Vila Viçosa (Conceição) | População da Freguesia de Vila Viçosa (Conceição) | População da Freguesia de Vila Viçosa (Conceição) | População da Freguesia de Vila Viçosa (Conceição) | População da Freguesia de Vila Viçosa (Conceição) | População da Freguesia de Vila Viçosa (Conceição) | População da Freguesia de Vila Viçosa (Conceição) | População da Freguesia de Vila Viçosa (Conceição) | População da Freguesia de Vila Viçosa (Conceição) | População da Freguesia de Vila Viçosa (Conceição) | População da Freguesia de Vila Viçosa (Conceição) | População da Freguesia de Vila Viçosa (Conceição) | População da Freguesia de Vila Viçosa (Conceição) | População da Freguesia de Vila Viçosa (Conceição) |
| ------------------------------------------------- | ------------------------------------------------- | ------------------------------------------------- | ------------------------------------------------- | ------------------------------------------------- | ------------------------------------------------- | ------------------------------------------------- | ------------------------------------------------- | ------------------------------------------------- | ------------------------------------------------- | ------------------------------------------------- | ------------------------------------------------- | ------------------------------------------------- | ------------------------------------------------- | ------------------------------------------------- |
| 1864                                              | 1878                                              | 1890                                              | 1900                                              | 1911                                              | 1920                                              | 1930                                              | 1940                                              | 1950                                              | 1960                                              | 1970                                              | 1981                                              | 1991                                              | 2001                                              | 2011                                              |
| 1 518                                             | 1 595                                             | 1 976                                             | 1 903                                             | 1 968                                             | 2 238                                             | 2 198                                             | 2 763                                             | 2 635                                             | 2 709                                             | 2 547                                             | 2 736                                             | 4 009                                             | 4 364                                             | 4 165                                             |

## Património
- Castelo de Vila Viçosa
- Cruzeiro de Vila Viçosa ou Cruzeiro do Carrascal
- Paço Ducal de Vila Viçosa ou Palácio dos Duques de Bragança
- Pelourinho de Vila Viçosa
- Igreja dos Agostinhos ou Igreja de Nossa Senhora da Graça ou Mosteiro de Santo Agostinho ou Panteão dos Duques de Bragança (e túmulo do 1º Duque de Bragança)
- Igreja e claustro do Convento das Chagas ou Real Convento das Chagas de Cristo (Actual Pousada D. João IV)
- Igreja de São Domingos ou Ermida de São Domingos
- Paço do Bispo ou Paço dos Bispos Deões da Capela Real ou Centro Cultural Popular Bento de Jesus Caraça
- Casa dos Arcos ou Palácio dos Matos Azambujas
- Igreja de Nossa Senhora da Lapa, hospedaria de peregrinos, moradia do capelão e do eremita ou Santuário da Senhora da Lapa
- Igreja da Conceição ou Igreja Matriz de Vila Viçosa ou Igreja de Nossa Senhora da Conceição ou Antiga Igreja de Santa Maria do Castelo
- Capela de São João Baptista da Carrasqueira ou Ermida de São João Baptista da Carrasqueira
- Igreja da Esperança ou Real Convento de Nossa Senhora da Esperança